# نيكول ديلا مونيكا
نيكول ديلا مونيكا (بالإيطالية: Nicole Della Monica)‏ هي متزلجة فنية إيطالية، ولدت في 3 يونيو 1989 في Trescore Balneario ‏ في إيطاليا.

## وصلات خارجية
- نيكول ديلا مونيكا على موقع الاتحاد الدولي للتزلج (الإنجليزية)
- نيكول ديلا مونيكا على موقع الاتحاد الدولي للتزلج (الإنجليزية)
- نيكول ديلا مونيكا على موقع الاتحاد الدولي للتزلج (الإنجليزية)
- نيكول ديلا مونيكا على موقع اللجنة الأولمبية الدولية (الإنجليزية)
- نيكول ديلا مونيكا على موقع أوليمبيديا (الإنجليزية)